# HIP 85605
HIP 85605 – gwiazda, która według opublikowanych w 2014 badań może zbliżyć się do Ziemi na odległość około 0,04 do 0,2 parseków za 240 do 470 tysięcy lat.

## Charakterystyka
Według katalogu Hipparcosa, HIP 85605 jest pomarańczowym karłem, stanowi wtórny składnik układu wizualnie podwójnego i znajduje się około 16 lat świetlnych (4,9 parseków) od Ziemi.
Inne obserwacje podają w wątpliwość dane Hipparcosa. Widziana z Ziemi gwiazda położona jest o zaledwie 22 sekundy kątowe od innej gwiazdy HIP 85607, co znacznie utrudnia określenie jej charakterystyki, w tym odległości od Ziemi. Jest bardzo prawdopodobne, że wielkość paralaksy gwiazdy podana w katalogu jest nieprawidłowa, a jeżeli odległość do gwiazdy wynosi zaledwie 16 lat świetlnych, to biorąc pod uwagę fotometrię gwiazdy, musi być to bardzo egzotyczny obiekt mieszczący się na diagramie HR pomiędzy ciągiem głównym a obszarem białych karłów. Analiza znanych danych dotyczących znanych elementów typu widmowego gwiazdy i jej wielkości obserwowanej wskazuje, że może to być:
- gwiazda ciągu głównego położona w odległości około 60 parseków;
- gwiazda ciągu głównego o niskiej zawartości metali położona nieco bliżej niż 60 parseków;
- biały karzeł odległy o około jeden parsek;
- olbrzym odległy o około 1600 parseków.

Jeżeli gwiazda odległa jest rzeczywiście o jedynie około pięciu parseków, to według opublikowanych w 2014 badań, z 90% prawdopodobieństwem zbliży się ona do Ziemi na odległość około 0,04 do 0,2 parseków za 240 do 470 tysięcy lat. Tak bliskie, w skali astronomicznej, przejście innej gwiazdy w pobliżu Układu Słonecznego stanowi poważne zagrożenie dla Ziemi. Oddziaływanie grawitacyjne gwiazdy byłoby wystarczająco silne, aby zakłócić stałe orbity wielu komet znajdujących się w Obłoku Oorta, co grozi uderzeniami w planety, z potencjalnie tragicznymi skutkami dla życia na Ziemi.